# Douglas SBD Dauntless
Douglas SBD Dauntless je bil ameriški enomotorni palubni strmoglavi bombnik iz 2. Svetovne vojne. Akronim SBD pomeni "Scout Bomber Douglas". Glavni uporabnik je bila Ameriška mornarica, so ga pa uporabljali tudi marinci. SBD je verjetno najbolj znan po bitki pri Midwayu, pri kateri je zadal hude udarce Japonski mornarici. Japonska je izgubila štiri letalonosilke v tej bitki.
SBD je bil eden izmed najboljših strmoglavih bombnikov in tudi odlično izvidniško letalo. Bilj je trdno grajen, imel je dolgi doseg, dobro manevrirnost, velik bombni tovor in obrambno orožje. Imel je uvlačljivo pristajalno podvozje in zavore za pikiranje.
Narčtovanje na Northrop BT-1 se je začelo leta 1935. Leta 1937 je Douglas prevzel Northrop Corporation in s tem tudi njegove projektje. BT-1 se je razvil Northrop BT-2, ki je postal osnova za SBD. Verzija SBD-3 je imela večji oklep, samozalepljive rezervoarje z gorivom in štiri strojnice. SBD-5 je imel 1200 konjski zvezdasti motor in več amunicije.

## Specifications (SBD-5)
Podatki iz "McDonnell Douglas Aircraft since 1920"
Splošne karakteristike
- Posadka: 2
- Dolžina: 33 ft 1¼ in (10,09 m)
- Razpon kril: 41 ft 6⅜ in (12,66 m)
- Višina: 13 ft 7 in (4,14 m)
- Površina kril: 325 ft² (30,19 m²)
- Teža praznega letala: 6404 lb (2905 kg)
- Naložena teža: 9359 lb (4245 kg)
- Maks. vzletna teža: 10700 lb (4853 kg)
- Pogon letala: 1 ×  Zračnohlajeni Zvezdasti motor Wright R-1820-60, 1200 KM (895 kW)

 Zmogljivost 
- Maks. hitrost: 255 mph (222 vozlov, 410 km/h) at 14000 ft (4265 m)
- Potovalna hitrost: 185 mph (161 vozlov, 298 km/h)
- Doseg: 1115 mi (970 nmi, 1795 km)
- Višina leta: 25530 ft (7780 m)
- Hitrost vzpenjanja: 1700 ft/min (8,6 m/s)
- Obremenitev kril: 32,9 lb/ft² (140,6 kg/m²)
- Razmerje moč/teža: 8,92 lb/KM (5,42 kg/kW)

Oborožitev

- Strelno orožje: 

  - 2 × 0.50 in (12,7 mm) Browning M2 strojnica
  - 2 × 0.30 in (7,62 mm)  M1919 Browning na zadnjem delu
- Bombe: 2250 lb (1020 kg) bomb